# Championnat de Colombie de football 1994
Navigation
Saison précédente Saison suivante
La saison 1994 du Championnat de Colombie de football est la quarante-septième édition du championnat de première division professionnelle en Colombie. Les seize meilleures équipes du pays disputent le championnat qui se déroule en trois phases :
- le Tournoi Ouverture voit les équipes réparties en deux poules de huit équipes, qui s'affrontent deux fois, à domicile et à l'extérieur.
- lors du tournoi Clôture, les équipes sont regroupées au sein d'une poule unique où elles s'affrontent deux fois, à domicile et à l'extérieur.
- la phase finale comprend les huit meilleures équipes au classement cumulé des deux tournois. Elles sont réparties en deux poules de quatre et s'affrontent deux fois; les deux premiers se qualifient pour le Cuadrangular final. L'équipe terminant en tête est sacrée championne et se qualifie pour la prochaine édition de la Copa Libertadores en compagnie de son dauphin. Enfin, le dernier du classement cumulé des deux tournois saisonniers est relégué et remplacé par le champion de Segunda Division, la deuxième division colombienne.

C'est l'Atlético Nacional qui remporte la compétition, après avoir terminé en tête du Cuadrangular, devant le CD Los Millonarios et l'América de Cali. C'est le sixième titre de champion de l'histoire du club.

## Les clubs participants
| - Independiente Santa Fe - CD Los Millonarios - Deportivo Tuluá - Promu de Segunda Division - Atlético Bucaramanga - Once Caldas - Independiente Medellin - Unión Magdalena - Atlético Huila | - Atlético Nacional - Deportivo Pereira - América de Cali - Cucuta Deportivo - Deportes Quindio - Deportivo Cali - Atlético Junior - Envigado FC |

## Compétition
Le barème utilisé pour établir l'ensemble des classements est le suivant :
- Victoire : 2 points
- Match nul : 1 point
- Défaite : 0 point

### Tournoi Ouverture
| Rang | Équipe                 | Pts | J  | G | N | P | Bp | Bc | Diff |
| ---- | ---------------------- | --- | -- | - | - | - | -- | -- | ---- |
| 1    | Atlético Nacional      | 22  | 16 | 8 | 6 | 2 | 17 | 7  | +10  |
| 2    | América de Cali        | 20  | 16 | 8 | 4 | 4 | 26 | 20 | +6   |
| 3    | Once Caldas            | 19  | 16 | 7 | 5 | 4 | 22 | 19 | +3   |
| 4    | Envigado FC            | 19  | 16 | 6 | 7 | 3 | 18 | 17 | +1   |
| 5    | CD Los Millonarios     | 18  | 16 | 7 | 4 | 5 | 29 | 19 | +10  |
| 6    | Deportivo Cali         | 18  | 16 | 7 | 4 | 5 | 24 | 19 | +5   |
| 7    | Cucuta Deportivo       | 16  | 16 | 5 | 6 | 5 | 20 | 20 | 0    |
| 8    | Atlético Huila         | 15  | 16 | 5 | 5 | 6 | 20 | 22 | -2   |
| 9    | Independiente Medellin | 15  | 16 | 5 | 5 | 6 | 19 | 21 | -2   |
| 10   | Atlético JuniorT       | 15  | 16 | 5 | 5 | 6 | 16 | 21 | -5   |
| 11   | Unión Magdalena        | 14  | 16 | 5 | 4 | 7 | 16 | 17 | -1   |
| 12   | Independiente Santa Fe | 14  | 16 | 5 | 4 | 7 | 20 | 25 | -5   |
| 13   | Deportivo TuluáP       | 13  | 16 | 5 | 3 | 8 | 21 | 24 | -3   |
| 14   | Atlético Bucaramanga   | 13  | 16 | 3 | 7 | 6 | 20 | 24 | -4   |
| 15   | Deportes Quindio       | 13  | 16 | 4 | 5 | 7 | 19 | 24 | -5   |
| 16   | Deportivo Pereira      | 12  | 16 | 2 | 8 | 6 | 17 | 25 | -8   |

|  | Équipe obtenant un bonus |

- Les quatre meilleurs clubs obtiennent respectivement 1, 0.75, 0.5 et 0.25 point de bonus.

### Tournoi Clôture
| Rang | Équipe                 | Pts | J  | G  | N  | P  | Bp | Bc | Diff |
| ---- | ---------------------- | --- | -- | -- | -- | -- | -- | -- | ---- |
| 1    | Atlético Nacional      | 37  | 30 | 14 | 9  | 7  | 48 | 35 | +13  |
| 2    | CD Los Millonarios     | 36  | 30 | 15 | 6  | 9  | 54 | 39 | +15  |
| 3    | Independiente Medellin | 36  | 30 | 13 | 10 | 7  | 43 | 35 | +8   |
| 4    | Atlético JuniorT       | 35  | 30 | 12 | 11 | 7  | 51 | 37 | +14  |
| 5    | Once Caldas            | 32  | 30 | 7  | 18 | 5  | 45 | 39 | +6   |
| 6    | Deportivo Cali         | 31  | 30 | 11 | 9  | 10 | 45 | 46 | -1   |
| 7    | Atlético Huila         | 29  | 30 | 10 | 9  | 11 | 43 | 47 | -4   |
| 8    | Envigado FC            | 29  | 30 | 10 | 9  | 11 | 36 | 46 | -10  |
| 9    | Cucuta Deportivo       | 29  | 30 | 6  | 17 | 7  | 35 | 31 | +4   |
| 10   | América de Cali        | 28  | 30 | 9  | 10 | 11 | 44 | 34 | +10  |
| 11   | Deportes Quindio       | 28  | 30 | 9  | 10 | 11 | 44 | 52 | -8   |
| 12   | Unión Magdalena        | 28  | 30 | 9  | 10 | 11 | 31 | 44 | -13  |
| 13   | Deportivo Pereira      | 27  | 30 | 11 | 5  | 14 | 42 | 43 | -1   |
| 14   | Independiente Santa Fe | 25  | 30 | 8  | 9  | 13 | 33 | 42 | -9   |
| 15   | Atlético Bucaramanga   | 25  | 30 | 7  | 11 | 12 | 32 | 45 | -13  |
| 16   | Deportivo TuluáP       | 25  | 30 | 5  | 15 | 10 | 31 | 42 | -11  |

|  | Équipe obtenant un bonus |

- Les quatre premiers du classement obtiennent respectivement 1, 0.75, 0.5 et 0.25 point de bonus.

### Classement cumulé
Un classement cumulé des résultats obtenus lors des tournois Ouverture et Cloture permet de désigner les huit clubs qualifiés pour la phase finale mais aussi le club relégué en Segunda Division.
| Rang | Équipe                 | Pts | J  | G  | N  | P  | Bp | Bc | Diff |
| ---- | ---------------------- | --- | -- | -- | -- | -- | -- | -- | ---- |
| 1    | Atlético Nacional      | 59  | 46 | 22 | 15 | 9  | 65 | 42 | +23  |
| 2    | CD Los Millonarios     | 54  | 46 | 22 | 10 | 14 | 83 | 58 | +25  |
| 3    | Independiente Medellín | 51  | 46 | 18 | 15 | 13 | 62 | 56 | +6   |
| 4    | Once Caldas            | 51  | 46 | 14 | 23 | 9  | 67 | 58 | +9   |
| 5    | Atlético JuniorT       | 50  | 46 | 17 | 16 | 13 | 67 | 58 | +9   |
| 6    | Deportivo Cali         | 49  | 46 | 18 | 13 | 15 | 69 | 65 | +4   |
| 7    | América de Cali        | 48  | 46 | 17 | 14 | 15 | 70 | 54 | +16  |
| 8    | Envigado FC            | 48  | 46 | 16 | 16 | 14 | 54 | 63 | -9   |
| 9    | Cúcuta Deportivo       | 45  | 46 | 11 | 23 | 12 | 55 | 51 | +4   |
| 10   | Atlético Huila         | 44  | 46 | 15 | 14 | 17 | 63 | 69 | -6   |
| 11   | Unión Magdalena        | 42  | 46 | 14 | 14 | 18 | 47 | 61 | -14  |
| 12   | Deportes Quindío       | 41  | 46 | 13 | 15 | 18 | 63 | 76 | -13  |
| 13   | Deportivo Pereira      | 39  | 46 | 13 | 13 | 20 | 59 | 68 | -9   |
| 14   | Independiente Santa Fe | 39  | 46 | 13 | 13 | 20 | 53 | 67 | -14  |
| 15   | Deportivo TuluáP       | 38  | 46 | 10 | 18 | 18 | 52 | 68 | -16  |
| 16   | Atlético Bucaramanga   | 38  | 46 | 10 | 18 | 18 | 52 | 69 | -17  |

|  | Qualification pour la phase finale |
|  | Relégation en Segunda Division     |

### Phase finale

#### Cuadrangulares semifinales
| Rang | Équipe                 | Pts  | J | G | N | P | Bp | Bc | Diff |
| ---- | ---------------------- | ---- | - | - | - | - | -- | -- | ---- |
| 1    | Atlético Nacional      | 10   | 6 | 3 | 2 | 1 | 10 | 5  | +5   |
| 2    | Independiente Medellin | 7.50 | 6 | 2 | 3 | 1 | 5  | 3  | +2   |
| 3    | Envigado FC            | 5.25 | 6 | 1 | 3 | 2 | 5  | 10 | -5   |
| 4    | Deportivo Cali         | 4    | 6 | 0 | 4 | 2 | 5  | 7  | -2   |

| Rang | Équipe             | Pts  | J | G | N | P | Bp | Bc | Diff |
| ---- | ------------------ | ---- | - | - | - | - | -- | -- | ---- |
| 1    | América de Cali    | 10.5 | 6 | 5 | 0 | 1 | 9  | 5  | +4   |
| 2    | CD Los Millonarios | 7.5  | 6 | 3 | 0 | 3 | 13 | 8  | +5   |
| 3    | Atlético JuniorT   | 5.25 | 6 | 2 | 1 | 3 | 5  | 7  | -2   |
| 4    | Once Caldas        | 3    | 6 | 1 | 1 | 4 | 5  | 12 | -7   |

|  | Qualification pour le Cuadrangular final |

#### Cuadrangular final
| Rang | Équipe                 | Pts  | J | G | N | P | Bp | Bc | Diff |
| ---- | ---------------------- | ---- | - | - | - | - | -- | -- | ---- |
| 1    | Atlético Nacional      | 9    | 6 | 3 | 1 | 2 | 7  | 7  | 0    |
| 2    | CD Los Millonarios     | 7.5  | 6 | 3 | 1 | 2 | 9  | 7  | +2   |
| 3    | América de Cali        | 7    | 6 | 3 | 1 | 2 | 6  | 5  | +1   |
| 4    | Independiente Medellin | 3.25 | 6 | 0 | 3 | 3 | 3  | 6  | -3   |

|  | Qualification pour la Copa Libertadores 1995 |
|  | Qualification pour la Copa CONMEBOL 1995     |

## Bilan de la saison
| Championnat de Colombie de football 1994 |                              |
| Champion                                 | Atlético Nacional (6e titre) |
| Qualifications continentales             |                              |
| Copa Libertadores 1995                   | Atlético Nacional            |
| Copa Libertadores 1995                   | CD Los Millonarios           |
| Copa CONMEBOL 1995                       | América de Cali              |
| Copa CONMEBOL 1995                       | Independiente Medellin       |
| Promotions et relégations                |                              |
| Promus en Copa Mustang                   | Deportes Tolima              |
| Relégués en Copa Concasa                 | Atlético Bucaramanga         |